# Internationale Friedensfahrt 1963

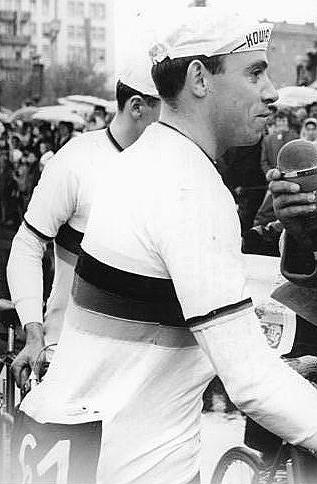
Einzelsieger: Klaus Ampler, DDR

Die 16. Internationale Friedensfahrt (Course de la paix) war ein Radrennen, das vom 9. bis zum 25. Mai 1963 ausgetragen wurde. Die Etappenfahrt hatte eine Gesamtlänge von 2568 Kilometern und verlief von Prag über Warschau nach Ost-Berlin. Der DDR-Fahrer Klaus Ampler gewann die Einzelwertung, das DDR-Team siegte auch in der Mannschaftswertung. Das violette Trikot des aktivsten Fahrers eroberte der Belgier Josef Haeseldonckx, die Bergwertung gewann Józef Gawliczek aus Polen.

## Teilnehmer
An der Friedensfahrt 1963 beteiligten sich 115 Fahrer, unter ihnen auch wieder der Einzelstarter Tarek Aboul-Zahab aus dem Libanon. Nachdem die Vorjahresteilnehmer Schweden, Ägypten und Tunesien nicht wieder gemeldet hatten und sich der schottische Radsportverband erstmals beteiligte, gingen Fahrer aus folgenden 19 Landesverbänden an den Start:
| - Australien - Belgien - Bulgarien - Dänemark - DDR - England - Finnland - Frankreich - Italien - Jugoslawien | - Marokko - Niederlande - Norwegen - Polen - Rumänien - Schottland - Sowjetunion - Tschechoslowakei - Ungarn |

- dazu Einzelstarter Tarek Aboul-Zahab (Libanon)

Der Radsport-Verband aus der DDR hatte folgende Fahrer nominiert:
| - Klaus Ampler - Lothar Appler - Manfred Brüning | - Günter Lux - Gustav-Adolf Schur - Manfred Weißleder |

## Streckenverlauf
Die 2568 Kilometer waren in 15 Etappen aufgeteilt, von denen der 13. Tagesabschnitt von Dresden nach Erfurt mit 245 Kilometern die längste und die Zeitfahretappe von Bautzen nach Dresden der kürzeste Tagesabschnitt war. Die 16. Tour wies als Besonderheit die vielen neutralisierten Strecken auf. Von Banská Bystrica nach Zvolen wurden 19 Kilometer ohne Wertung per Rad gefahren, von Košice nach Prešov (33 km) und von Rzeszów nach Warschau (350 km) wurden die Aktiven mit dem Zug transportiert. Eine 45 Kilometer lange Strecke wurde zwischen Görlitz und Bautzen im Bus zurückgelegt. Auf der 3. Etappe Hustopeče–Bratislava gab es ein Mannschaftszeitfahren, das Einzelzeitfahren wurde auf der 13. Etappe Bautzen–Dresden veranstaltet.

## Rennverlauf
Lange Zeit sah es nicht nach einem Doppelerfolg für die DDR-Mannschaft aus. Zwar hatte die DDR das Mannschaftszeitfahren der 3. Etappe gewonnen, erlitt auf der folgenden Etappe jedoch einen Einbruch, der sie bis auf den 6. Platz zurückwarf. Erst die guten Ergebnisse beim Einzelzeitfahren der 12. Etappe mit Ampler als Sieger brachte das DDR-Team wieder an die Spitze. Auf den folgenden Etappen konnte die DDR-Mannschaft die Konkurrenten in Schach halten und sich so den Gesamtsieg sichern. Überraschen stark auf dieser Tour präsentierten sich die belgischen Fahrer, allen voran der 21-jährige August Verhaegen. Er trug auf fünf Etappen das Gelbe Trikot und gewann den 14. Tagesabschnitt von Erfurt nach Magdeburg. Er wurde in der Endabrechnung Zweiter, sein Mannschaftskamerad Camiel Vyncke erreichte den 3. Platz, was für einen 2. Platz für Belgien in der Mannschaftswertung reichte.
Triumphator der 16. Friedensfahrt war der 22-jährige Klaus Ampler. Auch für ihn sah es zunächst nicht erfolgreich aus. Auf der 4. Etappe war er mit sechs Minuten Rückstand auf den 22. Platz zurückgefallen, arbeitete sich danach jedoch Platz um Platz nach vorne. Nach der 8. Etappe lag er nur noch 32 Sekunden hinter Spitzenreiter Verhaegen auf dem 2. Platz und holte bei Einzelfahren auf dem 12. Tourabschnitt von Bautzen nach Dresden zum entscheidenden Angriff aus. Er nahm Verhaegen über drei Minuten ab und setzte sich an die Spitze des Gesamtklassements. Die endgültige Entscheidung zugunsten Amplers fiel auf der 13. Etappe von Dresden nach Erfurt, als er Verhaegen noch einmal um vier Minuten davonfuhr.
Der Dominator der letzten beiden Friedensfahrten, die sowjetische Mannschaft, trat 1963 mit einem stark veränderten Team an und konnte an die vergangenen Erfolge nicht mehr anknüpfen. In der Mannschaftswertung landete sie nur auf dem 3. Platz, bester Einzelfahrer wurde Anatoli Tscherepowitsch auf Platz fünf.
| Etappe | Start – Ziel                 | Etappensieger                         | Etappen- länge | Zeit (h) |
| 01     | Rund um Prag                 | Anatoli Tscherepowitsch (Sowjetunion) | 123 km         | 3:04:53  |
| 02     | Prag – Brünn                 | Antonio Tagliani (Italien)            | 220 km         | 5:39:58  |
| 03     | Hustopeče – Bratislava       | Mannschaftszeitfahren: DDR            | 109 km         | 2:23:21  |
| 04     | Bratislava – Banská Bystrica | Jean-Pierre Genet (Frankreich)        | 209 km         | 5:14:34  |
| 05     | Zvolen – Košice              | Klaus Ampler (DDR)                    | 221 km         | 6:08:11  |
| 06     | Prešov – Rzeszów             | Zdeněk Hasman (Tschechoslowakei)      | 185 km         | 4:45:45  |
| 07     | Rund um Warschau             | Lothar Appler (DDR)                   | 135 km         | 3:03:16  |
| 08     | Warschau – Toruń             | Klaus Ampler (DDR)                    | 226 km         | 5:21:27  |
| 09     | Toruń – Posen                | Severino Andreoli (Italien)           | 150 km         | 3:41:22  |
| 10     | Posen – Zielona Góra         | Józef Beker (Polen)                   | 123 km         | 2:58:27  |
| 11     | Zielona Góra – Görlitz       | Wiktor Kapitonow (Sowjetunion)        | 175 km         | 4:15:20  |
| 12     | Bautzen – Dresden            | Klaus Ampler (DDR)                    | 57 km          | 1:17:39  |
| 13     | Dresden – Erfurt             | Gennadi Lebedjew (Sowjetunion)        | 245 km         | 6:03:42  |
| 14     | Erfurt – Magdeburg           | August Verhaegen (Belgien)            | 202 km         | 5:26:37  |
| 15     | Magdeburg – Ost-Berlin       | Antonio Tagliani (Italien)            | 188 km         | 4:34:48  |

## Endresultate
| Einzelwertung | Einzelwertung           | Einzelwertung    | Einzelwertung |
| ------------- | ----------------------- | ---------------- | ------------- |
|               | Fahrer                  | Mannschaft       | Zeit          |
| 01.           | Klaus Ampler            | DDR              | 61:53:51 h    |
| 02.           | August Verhaegen        | Belgien          | + 5:51 min    |
| 03.           | Camiel Vyncke           | Belgien          | + 8:53 min    |
| 04.           | Constantin Dumitrescu   | Rumänien         | + 10:05 min   |
| 05.           | Anatoli Tscherepowitsch | Sowjetunion      | + 12:05 min   |
| 06.           | Josef Timmerman         | Belgien          | + 12:53 min   |
| 07.           | Jan Kudra               | Polen            | + 13:05 min   |
| 08.           | Viktor Kapitonow        | Sowjetunion      | + 13:23 min   |
| 09.           | Anatoli Olisarenko      | Sowjetunion      | + 15:46 min   |
| 10.           | Gustav-Adolf Schur      | DDR              | + 16:41 min   |
| 11.           | Pavel Dolezel           | Tschechoslowakei | + 17:32 min   |
| 12.           | Lothar Appler           | DDR              | + 17:52 min   |
| ...           |                         |                  |               |
| 18.           | Günter Lux              | DDR              | + 27:17 min   |
| 19.           | Manfred Brüning         | DDR              | + 19:10 min   |
| 27.           | Manfred Weißleder       | DDR              | + 51:47 min   |
| ...           |                         |                  |               |
| 84.           | Per Örn                 | Norwegen         | + 14:23:34 h  |

| Mannschaftswertung | Mannschaftswertung                     | Mannschaftswertung | Mannschaftswertung |
| ------------------ | -------------------------------------- | ------------------ | ------------------ |
|                    | Mannschaft                             | Zeit               |                    |
| 01.                | DDR                                    | 188:35:29 h        |                    |
| 02.                | Belgien                                | + 3:21 min         |                    |
| 03.                | Sowjetunion                            | + 3:44 min         |                    |
| 04.                | Polen                                  | + 15:18 min        |                    |
| 05.                | Rumänien                               | + 28:34 min        |                    |
| 06.                | Italien                                | + 1:31:41 min      |                    |
| 07.                | Bulgarien                              | + 1:18:57 h        |                    |
| 08.                | Tschechoslowakei                       | + 1:48:37 h        |                    |
| 09.                | Jugoslawien                            | + 2:09:33 h        |                    |
| 10.                | Ungarn                                 | + 2:55:19 h        |                    |
| 11.                | Dänemark                               | + 3:38:36 h        |                    |
| 12.                | Finnland                               | + 6:44:04 h        |                    |
| 13.                | Marokko                                | + 6:56:55 h        |                    |
| 14.                | England                                | + 7:54:49 h        |                    |
| 15.                | Schottland                             | + 10:24:14 h       |                    |
| 16.                | Australien                             | + 14:30:40 h       |                    |
| 17.                | Norwegen                               | + 26:16:31 h       |                    |
|                    | ausgeschieden: Frankreich, Niederlande |                    |                    |

| Violettes Trikot                |
| ------------------------------- |
| 1. Josef Haeseldonckx (Belgien) |
| 2. Klaus Ampler (DDR)           |
| 3. Rajmund Zielinski (Polen)    |

| Bergwertung                       |
| --------------------------------- |
| 1. Jozef Gawliczek (Polen)        |
| 2. Matej Laczo (Tschechoslowakei) |
| 3. Camiel Vyncke (Belgien)        |